# نهال اوز
نهال اوز (به لاتین: Nahal Oz) یک منطقهٔ مسکونی در اسرائیل است که در شورای منطقه ای شعار هاگنف واقع شده‌است.